# Brother in the Land
Brother in the Land (Als de Bom Barst, 1984) is een jeugdboek van de Britse schrijver Robert Swindells over het overlevingsstreven van een jongen, zijn broertje en zijn vriendin, na een atoomoorlog. Het boek won The Other Award van 1984, tienersciencefiction, boek van het jaar.

## Het verhaal
Danny Lodge is een tiener die op een dag de heide op fietst om er even uit te zijn. Hij woont bij zijn ouders, die een winkel hebben in het fictieve plaatsje Skipley nabij de grotere (eveneens fictieve) plaats Branford. Danny schuilt voor een storm in een bunker uit de Tweede Wereldoorlog, wanneer hij een flits ziet. Aanvankelijk denkt hij aan onweer, tot hij de paddenstoelwolk ziet. De Derde Wereldoorlog is begonnen, en er is een kernaanval op Branford geweest.
Danny wacht de hele nacht in de bunker, doodsbang dat hij een dodelijke dosis straling heeft opgelopen en zal sterven. Wanneer dit niet het geval blijkt, waagt hij zich buiten. Onderweg naar huis neemt een soldaat in antistralingspak zijn fiets in beslag. Lopend bereikt hij Skipley dat inmiddels een ruïne is. Danny's moeder is omgekomen bij de instorting van hun winkel, maar zijn vader en zijn broertje Ben leven nog omdat ze in de kelder schuilden.
Levensmiddelen raken al snel schaars, en de mensen beginnen te vechten om eten. De Lodges, die in hun winkel nog wel een redelijke voorraad eten hebben, moeten zich verdedigen tegen hongerige plaatsgenoten. Danny ontmoet in deze eerste weken na de oorlog een meisje van zijn leeftijd, Kim Tyson.
De soldaten in pakken, die zich aanvankelijk vrij afzijdig hadden gehouden, beginnen zich weer met de bewoners van Skipley te bemoeien. Zij blijken te worden geleid door wat rest van het overheidsgezag, geleid door de Commissaris. Ze vaardigen een order van de Commissaris uit dat alle zieken langs de kant van de weg moeten worden gelegd zodat ze door de soldaten kunnen worden opgehaald ter behandeling. Al snel lekt uit dat de zieken allemaal zijn gedood. De volgende maatregel van deze Commissaris is rantsoenering van voedsel en brandstof, alsmede een verbod en zware straffen op hamsteren of achterhouden van deze zaken. Voedsel moet worden ingeleverd, en elke dag dient men zijn of haar rantsoen op een centrale locatie op te halen. Gewonden, ouderen en Zwevers (geestelijk getraumatiseerden) krijgen vergiftigde rantsoenen.
Danny's vader vertrouwde de Commissaris al niet na de 'hospitaalgrap', en weigert dan ook zijn voedsel in te leveren. De soldaten arresteren hem, en als de auto waarin hij door de soldaten wordt weggebracht wordt opgeblazen, zijn Danny en Ben ook direct wees. Ze zoeken contact met een verzetsbeweging genaamd Movement to Arm Skipley Against Dictational Authority (Masada), geleid door de boer Sam Branwell. Ook Kim en Danny's voormalige gymleraar Rhodes zijn lid. Doel van de beweging is het voorkomen dat de Commissaris een feodale samenleving opbouwt, (desnoods) door hem af te zetten.
Na Kerstmis verordonneert de Commissaris alle bewoners hun huizen te verlaten om in een kamp te gaan wonen. Dit kamp is een werkkamp waar de mensen zware lichamelijke arbeid moeten verrichten. Een paar ontsnappen naar Masada, waar ze vertellen dat er in het kamp condities heersen die aan Belsen doen denken. Masada besluit hierop tot een aanval op het kamp, en weet in deze aanval het kamp te veroveren en de soldaten te verslaan. De Commissaris sneuvelt: het blijkt een voormalig gemeenteraadslid te zijn.
Branwell wordt de leider van een nieuwe gemeenschap. Sommigen dringen aan op harde straffen voor de soldaten en een vrouw die vergiftigd eten aan zieken, bejaarden en Zwevers had gegeven. Branwell oefent echter een matigende invloed uit, waardoor de voormalig medewerkers van de Commissaris de keuze krijgen zich aan te sluiten of weg te gaan. Verder probeert Branwell een schoolsysteem op te zetten, zodat basisvaardigheden als lezen, schrijven en rekenen niet verloren gaan. Als het voorjaar aanbreekt worden vol hoop de velden ingezaaid en bloeit een romance op tussen Danny en Kim.
Maar de moeilijkheden zijn nog lang niet voorbij. De oogst mislukt door de negatieve effecten van de straling. Kims zus Maureen is in verwachting maar het kindje is afwijkend door de effecten van de straling. Het heeft geen mond en sterft na enkele uren.
Dan wordt een helikopter opgemerkt met Zwitsers kenteken. De bewoners zijn dolblij en eten een groot deel van hun voorraad op, in de veronderstelling dat de Zwitsers hen zullen helpen. De volgende dag landt de helikopter en heeft Branwell een onderhoud met de Zwitserse commandant. Dit onderhoud verloopt niet goed. De commandant keurt het af dat Branwell het 'wettig gezag' omver heeft geworpen, evenals de nieuwe gemeenschap, die hij 'communistisch' noemt. Als Branwell om hulp vraagt, antwoordt de Zwitser botweg dat er in heel Europa gemeenschappen als Skipley zijn, en dat Branwell zijn beurt moet afwachten.
Tijdens de tweede winter slaat de schaarste om in hongersnood, en proberen de mensen overal eten te vinden. De gemeenschap wordt kleiner en kleiner doordat mensen sterven of vertrekken. Anderen, de zogenaamde Purperen, nemen hun toevlucht tot kannibalisme. Danny, Kim en Ben trekken naar Holy Island in de hoop daar veiligheid te vinden. Danny redt Ben van Purperen en van zijn voormalige gymleraar Rhodes, die Ben wil doden voor eten dat hij had gevonden. Onderweg wordt Ben echter ziek en hij blijkt stralingsziekte te hebben. Er is niks aan te doen: Ben is ten dode opgeschreven en overlijdt snel. Danny begraaft hem in een tuin. Hij vindt een grootboek waarin hij zijn verhaal opschrijft als waarschuwing voor toekomstige generaties. Hij dragt zijn verhaal op aan Ben, zijn begraven broer.
Later is aan het boek een extra hoofdstuk met happy end toegevoegd. Danny en Kim bereiken Holy Island, en daar blijkt Kim zwanger.